# Понтевико
Понтевѝко (на италиански: Pontevico, на източноломбардски: Puntich, Пунтик) е градче и община в Северна Италия, провинция Бреша, регион Ломбардия. Разположено е на 55 m надморска височина. Населението на общината е 7217 души (към 2013 г.).